# Мартинес, Нурия
Нурия Мартинес Прат (исп. Nuria Martinez Prat; род. 29 февраля 1984 года, Матаро, Барселона, Каталония, Испания) — испанская профессиональная баскетболистка, выступавшая в женской национальной баскетбольной ассоциации в клубе «Миннесота Линкс». Была выбрана на драфте ВНБА 2004 года в третьем раунде под общим тридцать шестым номером клубом «Сакраменто Монархс». Играет в амплуа разыгрывающего защитника. В настоящее время защищает цвета испанской команды «Спар Ситилифт Жирона».
В составе национальной сборной Испании она принимала участие в двух Олимпийских играх: в Афинах в 2004 году и в Пекине в 2008 году. Кроме этого выиграла две медали на чемпионатах мира (бронзу на мундиале 2010 года в Чехии и серебро на турнире 2014 года в Турции) и завоевала четыре медали на чемпионатах Европы, в их числе серебряную медаль на чемпионате Европы 2007 года в Италии.

## Ранние годы
Нурия Мартинес родилась 29 февраля 1984 года в городе Матаро (провинция Барселона, Каталония).